# Cheilanthes laciniata
Cheilanthes laciniata là một loài thực vật có mạch trong họ Adiantaceae. Loài này được Sodiro miêu tả khoa học đầu tiên năm 1892.